# Memmelsdorf

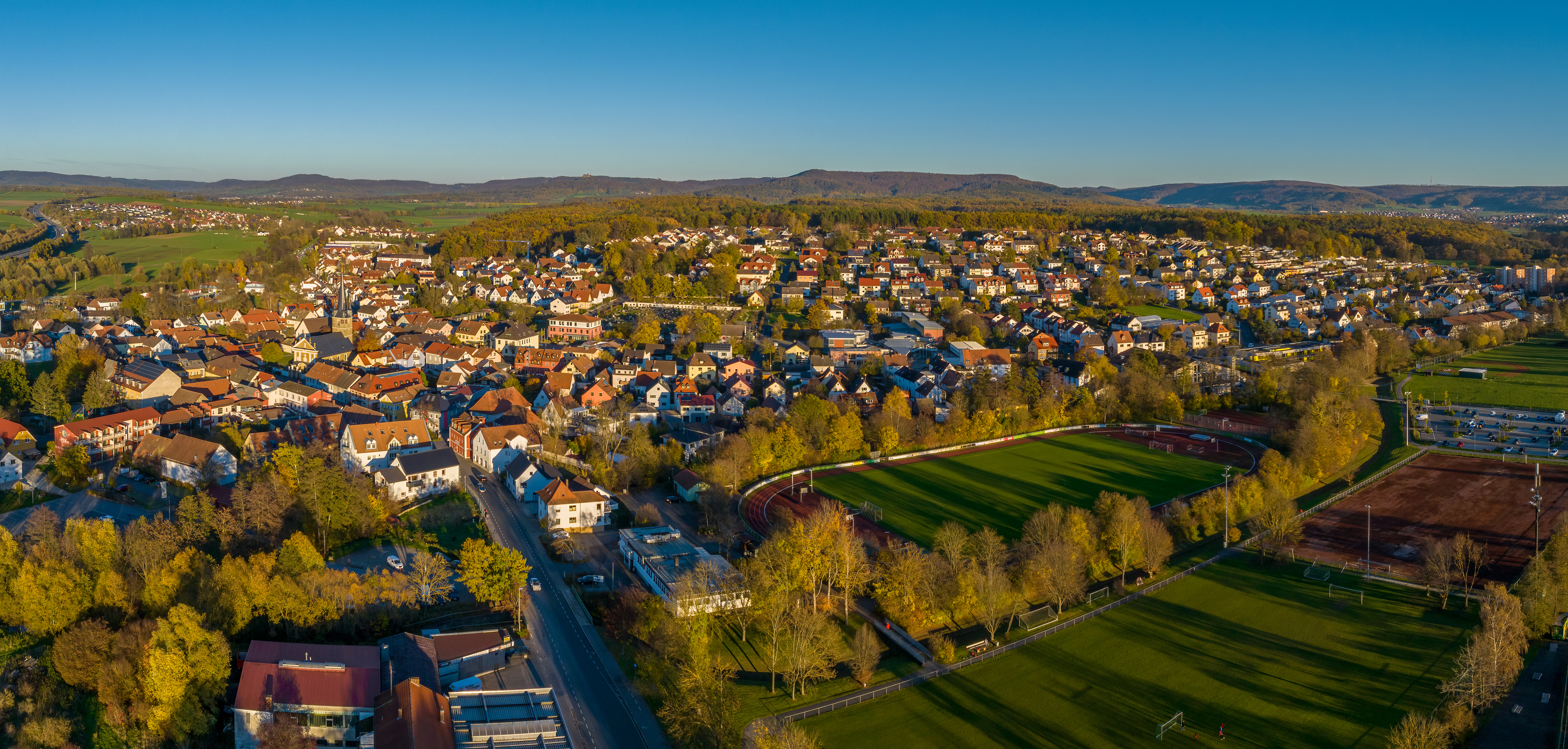
Luftaufnahme von 2022

Memmelsdorf ist eine Gemeinde im oberfränkischen Landkreis Bamberg und zählt zur Metropolregion Nürnberg. Sie grenzt östlich unmittelbar an die Stadt Bamberg.

## Geografie

### Gemeindegliederung
Es gibt zehn Gemeindeteile (in Klammern sind der Siedlungstyp und die Einwohnerzahlen Stand 31. Dezember 2024 angegeben):
- Drosendorf (Kirchdorf, 1399)
- Kremmeldorf (Kirchdorf, 244)
- Laubend (Dorf, 179)
- Lichteneiche (Siedlung, 2111)
- Meedensdorf (Dorf, 317)
- Memmelsdorf (Pfarrdorf, 3260)
- Merkendorf (Pfarrdorf, 924)
- Schmerldorf (Dorf, 162)
- Seehof (Schloss)
- Weichendorf (Dorf, 652)

### Nachbargemeinden
Nachbargemeinden sind (von Norden beginnend im Uhrzeigersinn) Breitengüßbach, Scheßlitz, Litzendorf, Bamberg und Gundelsheim.

## Geschichte

### Bis zur Gemeindegründung
Memmelsdorf wurde zwar erst 1143 urkundlich erwähnt, es gibt jedoch gute historische Gründe anzunehmen, dass es im 6. Jahrhundert zur Zeit der fränkischen Landnahme am Obermain etwa zur gleichen Zeit wie der Königshof Hallstadt entstanden ist. Damals siedelten auch Slawen im Obermaingebiet, wie die Etymologie zahlreicher Ortsnamen beweist, z. B. Kemmern, Laubend, Merkendorf, Drosendorf, Scheßlitz. Kaiser Heinrich II., der Heilige, schenkte Hallstadt dem von ihm 1007 gegründeten Bistum Bamberg.
1391 trennte Bischof Lamprecht von Brunn Memmelsdorf von Hallstadt und erhob es zu einer selbstständigen Pfarrei unter dem Patrozinium der Himmelfahrt Mariens. Zur Pfarrei gehörten die Orte Memmelsdorf, Weichendorf, Gundelsheim, Merkendorf, Laubend, Starkenschwind, Drosendorf und Meedensdorf, ferner Schmerldorf und Kremmeldorf.
Memmelsdorf wurde Amtssitz des Hochstiftes Bamberg. Es war Zentrum einer Vogtei und einer Zent. Der Zentgraf übte die Hochgerichtsbarkeit aus. Der Richtplatz lag oberhalb des Dorfes (heutiger Straßenzug Am Hohen Kreuz). Der Vogt zog die dem Landesherrn zustehenden Steuern und Naturalabgaben ein. Er war auch Gerichtsherr der Zent. Das Gebäude der ehemaligen Vogtei ist heute der Brauereigasthof Drei Kronen; der ehemalige fürstbischöfliche Kasten (Getreidespeicher) das Anwesen Vollkommer.
Zent und Vogtei gaben Memmelsdorf eine gewisse Bedeutung. Trotzdem konnte sich das Dorf nicht recht entwickeln. Das wirtschaftliche Zentrum Bamberg ließ das Handwerk in der Umgebung nicht aufkommen, andererseits verdrängte der Flächenbedarf der fürstbischöflichen Sommerresidenz Seehof die Landwirtschaft. Mit dem Reichsdeputationshauptschluss von 1803 kam der Ort zum Königreich Bayern. Im Zuge der Verwaltungsreformen in Bayern entstand mit dem Gemeindeedikt von 1818 die heutige Gemeinde.

### 20. Jahrhundert
Bis zum Jahre 1953 bestand die Gemeinde Memmelsdorf nur aus dem Ort Memmelsdorf und dem nahe gelegenen Schloss Seehof.
Nach dem Krieg, in der Zeit des Wiederaufbaus und Wirtschaftswunders, entstand ab 1953 ein neuer Gemeindeteil, die Siedlung Lichteneiche. Lichteneiche, das Flurstück südwestlich Memmelsdorfs, war eine weite Fläche, sandiges Schwemmgebiet der Regnitz, wo Heide, Ginster und Eichen standen. Die Siedlung wurde großzügig, doch in einfachem, zweckmäßigem Stil geplant. Man ging sparsam mit den zur Verfügung stehenden Mitteln um. Architektonische oder städtebauliche Experimente waren nicht gefragt. So entstand eine weite, lichte Siedlung mit einfachen Wohnhäusern und Wohnblocks in großzügiger und abwechslungsreicher Anordnung, die einer großen Zahl von Menschen ein angenehmes Wohnen in Ruhe und in grüner Umgebung ermöglichte. Die Siedlung bot den Heimatvertriebenen aus dem Sudetenland, aus Ostpreußen, Pommern und Schlesien eine neue Heimat. Wie die steigenden Einwohnerzahlen belegen, erfreute sich die Siedlung eines beständigen Zustroms.
Große Veränderungen brachte die gesamtbayerische Gemeindegebietsreform, die am 1. Januar 1972 in Kraft trat. Sie führte zum freiwilligen Zusammenschluss Memmelsdorfs mit den fünf Gemeinden Drosendorf, Merkendorf, Weichendorf, Kremmeldorf und Meedensdorf.

### Neugestaltung des Ortskerns
2009 wurde eine Ortsumgehungsstraße gebaut. Das führte zu einer Verkehrsberuhigung im Ort und ermöglicht die Neugestaltung des Ortskerns. Die Neugestaltung begann 2010. Erneuert wurde die Hauptstraße mit anliegenden Bürgersteigen. Es gibt einen Brunnen neben der Gastwirtschaft Drei Kronen und es wurden entlang der Straße Bäume gepflanzt. Spezielle Steine für Blinde wurden in die Bürgersteige eingesetzt. 2014 wurden letzte Korrekturen vorgenommen und die Erneuerung war abgeschlossen.

### Einwohnerentwicklung
Im Zeitraum von 1988 bis 2018 wuchs die Gemeinde von 7872 auf 8828 um 956 Einwohner bzw. um 12,1 %. Am 31. Dezember 2020 erreichte Memmelsdorf einen Höchststand von ca. 9000 Einwohnern.

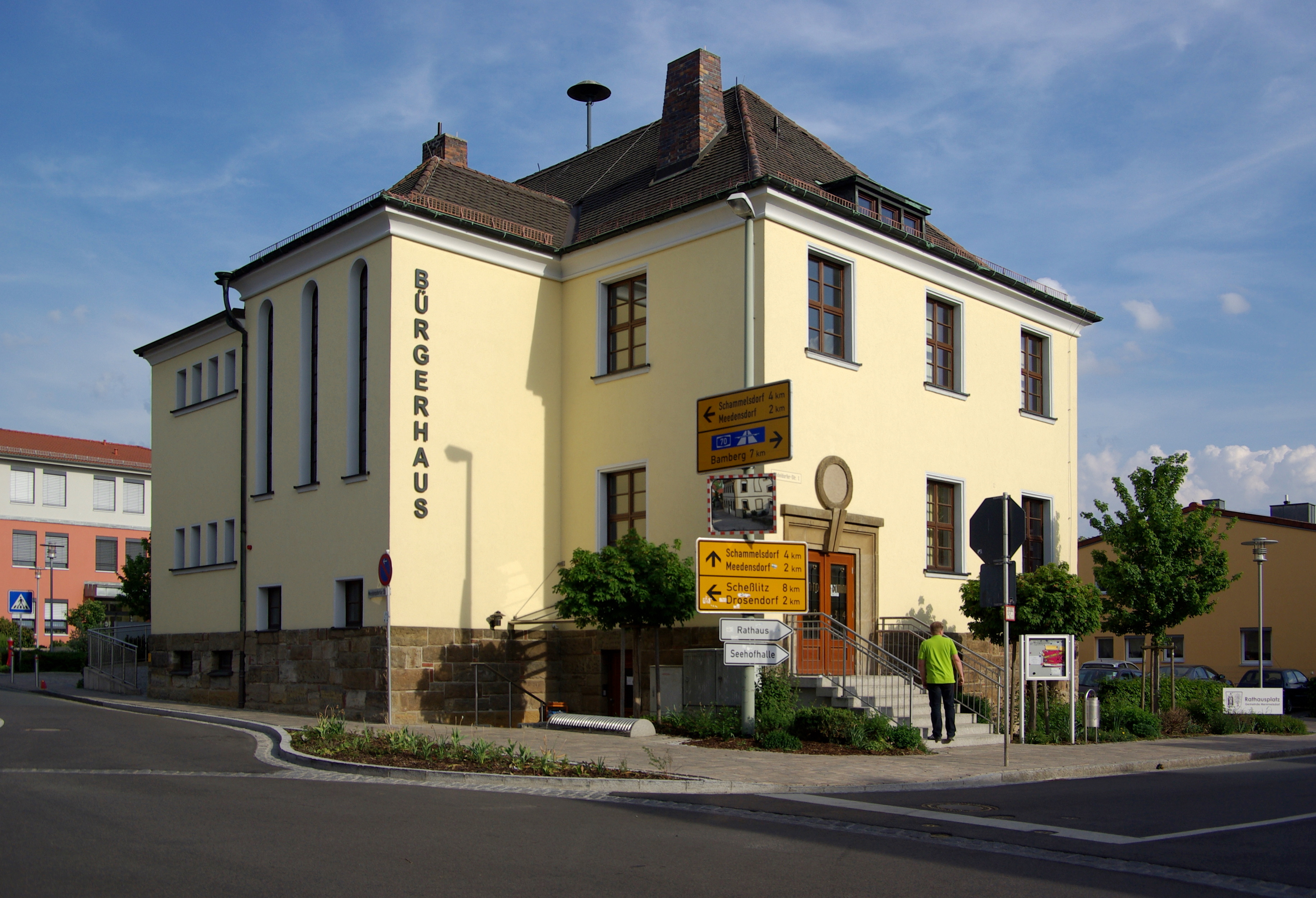
Bürgerhaus

| Jahr | Einwohner | Einwohner/km² |
| ---- | --------- | ------------- |
| 1840 | 1869      | 071           |
| 1871 | 2109      | 081           |
| 1900 | 2096      | 081           |
| 1925 | 2179      | 084           |
| 1939 | 2496      | 096           |
| 1950 | 3623      | 139           |
| 1961 | 5693      | 219           |
| 1970 | 6582      | 253           |
| 1987 | 7893      | 304           |
| 1991 | 8168      | 311           |
| 1995 | 8452      | 322           |
| 2000 | 8824      | 336           |
| 2005 | 8941      | 354           |
| 2010 | 8851      | 337           |
| 2015 | 8847      | 331           |
| 2020 | 9004      | 343           |
| 2024 | 8852      | 337           |

## Religion
Memmelsdorf ist Sitz der katholischen Pfarrei Mariä Himmelfahrt, die den Ort Memmelsdorf und die Gemeindeteile Drosendorf, Kremmeldorf, Meedensdorf, Schloss Seehof, Schmerldorf und Weichendorf umfasst. Pfarrer ist seit 2011 Peter Barthelme, Pastoralassistentin ist Sabine Kotzer.
Zur katholischen Pfarrei Kreuzerhöhung Merkendorf gehört auch der Gemeindeteil Laubend.
Der Gemeindeteil Lichteneiche ist der jüngste Sprengel der Pfarrei Mariä Himmelfahrt. Dort wurde die Kirche Heilig Geist in Form eines Schiffsbugs errichtet und 1965 geweiht. Die Portalfront zeigt, in Beton gegossen, das Jüngste Gericht. Unter den Verdammten kann der aufmerksame Betrachter das Gesicht Adolf Hitlers erkennen, ein bemerkenswertes zeitgeschichtliches Dokument.
Pfingsten 2006 wurde die katholische Seelsorgeeinheit Pfarreiengemeinschaft Memmelsdorf mit Lichteneiche, Gundelsheim und Merkendorf gegründet.

### Konfessionelle Zusammensetzung
Laut Zensus am 9. Mai 2011 waren 69,6 % der Einwohner römisch-katholisch und 17,2 % evangelisch-lutherisch. 13,2 % hatten eine andere Religion oder waren konfessionslos.

### Katholische Kirchen

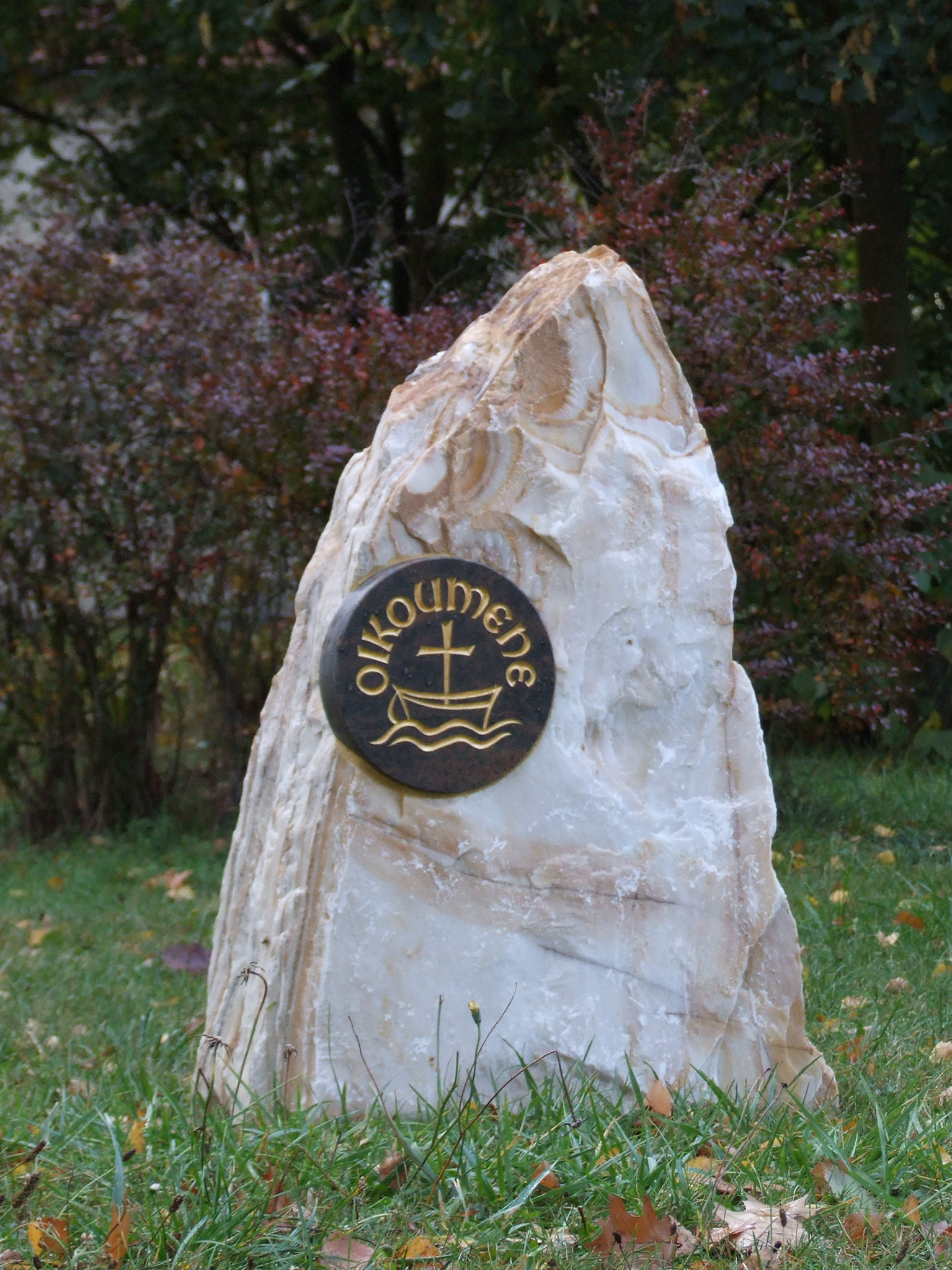
Ökumenestein der evangelischen Kirchengemeinde und der katholischen Pfarrei Memmelsdorf

Die Jahreszahlen verweisen auf die Bauzeit der Kirchen
- Drosendorf: Heiligste Dreifaltigkeit, 1980/82
- Kremmeldorf: Heiliges Herz Jesu, 1893
- Laubend: Kapelle Mariä Empfängnis, 1862/63
- Lichteneiche: Heilig Geist, 1964/65
- Meedensdorf: Kapelle Schmerzhafte Mutter Gottes, 1904/06
- Memmelsdorf: Pfarrkirche Mariä Himmelfahrt
- Merkendorf: Kreuzerhöhung, 1862/64
- Schloss Seehof: Schlosskapelle
- Weichendorf: Kapelle Heilige Anna, 2002/03

Kirchen wurden in der Pfarrei Memmelsdorf über ein und ein halbes Jahrhundert gebaut. Jede Gemeinde wollte ihre eigene Kirche haben. Die Einwohner planten das Gotteshaus, erbrachten erhebliche persönliche Eigenleistungen beim Bau und finanzierten die Baukosten. So schufen verhältnismäßig kleine Gemeinden ansehnliche Kirchen.

### Evangelische Kirche
Lichteneiche ist Sitz der evangelischen Kirchengemeinde Christi Himmelfahrt. 1960 wurde die Kirche, architektonisch einem Zelt Gottes unter den Menschen (Off. 21,3) nachempfunden, geweiht.
Die evangelische Gemeinde und die katholische Gemeinde Memmelsdorfs pflegen seit langem eine aktive ökumenische Gemeinschaft. 2008 unterzeichneten beide Gemeinden eine ökumenische Partnerschaftserklärung, die auch von den Kirchenleitungen gutgeheißen wurde. 2009 stellten Angehörige beider Pfarreien auf dem Rasen vor der Kirche Christi Himmelfahrt einen Ökumene-Gedenkstein auf.

## Politik

### Bürgermeister
Erster Bürgermeister ist seit 2014 Gerd Schneider (parteilos, von der SPD nominiert), der in der Stichwahl 53,34 % der Stimmen erhielt und 2020 bei einem Gegenkandidaten mit 55,57 % der Stimmen im Amt bestätigt wurde. Sein Vorgänger war seit 1997 Johann Bäuerlein (WLW/CSU). Er wurde zuletzt 2009 bei zwei Gegenkandidaten mit 54,46 % der Stimmen wiedergewählt. Bäuerleins Vorgänger war Alfons Scherbaum.

### Gemeinderat
Der Gemeinderat besteht in der Periode 2020 bis 2026 aus dem Ersten Bürgermeister und 20 Gemeinderatsmitgliedern.
Zusammensetzung des Gemeinderates nach der Wahl vom März 2020:
| Partei / Wählergruppe                                                 | Stimmenanteil 2020 | Sitze 2020 | Stimmenanteil 2014 |
| --------------------------------------------------------------------- | ------------------ | ---------- | ------------------ |
| Christlich-Soziale Union in Bayern/Freie Wählergemeinschaft (CSU/FWG) | 27,10 %            | 5          | 26,60 %            |
| Sozialdemokratische Partei Deutschlands (SPD)                         | 19,04 %            | 4          | 20,30 %            |
| Vereinigte Wählergemeinschaft Memmelsdorf (VWG)                       | 14,40 %            | 3          | 15,82 %            |
| Aktive Bürger Drosendorf (ABD)                                        | 11,20 %            | 2          | 12,50 %            |
| Bürgerblock Lichteneiche (BBL)                                        | 8,50 %             | 2          | 9,03 %             |
| Alternative Liste Memmelsdorf (ALM 9)                                 | 3,60 %             | 1          | 8,35 %             |
| Wählerliste Weichendorf (WLW)                                         | 5,50 %             | 1          | 7,41 %             |
| Grünes Memmelsdorf                                                    | 10,40 %            | 2          |                    |

### Wappen, Fahne
Für das hochstiftische Memmelsdorf lässt sich kein eigenes Siegel nachweisen. Erst in der königlich-bayerischen Zeit führte die Gemeindeverwaltung die damals üblichen Dienstsiegel. Am 5. Dezember 1963 gab das Bayerische Staatsministerium des Inneren die Zustimmung zur Annahme eines Wappens mit folgender Beschreibung: „Gespalten; vorne in Gold die Gestalt des Zentrichters mit schwarzem Umhang und schwarzem Hut, der in der Rechten einen silbernen Stab, in der Linken ein goldenes Buch hält; hinten in Silber aus einem grünen Dreiberg wachsend ein grüner Eichbaum mit goldenen Eicheln.“ Gleichzeitig mit der Wappenverleihung genehmigte das Ministerium das Führen einer Fahne der Gemeinde. Sie zeigt drei Streifen in der Farbenfolge Schwarz-Gelb-Grün und kann auch mit dem Gemeindewappen geführt werden. Die Regierung von Oberfranken stimmte am 1. Juli 1973 dem Gemeinderatsbeschluss vom 30. Januar 1973 zu, nach dem das bisherige Gemeindewappen auch für die Großgemeinde Memmelsdorf gelten soll.

## Kultur und Sehenswürdigkeiten

### Pfarrkirche Mariä Himmelfahrt

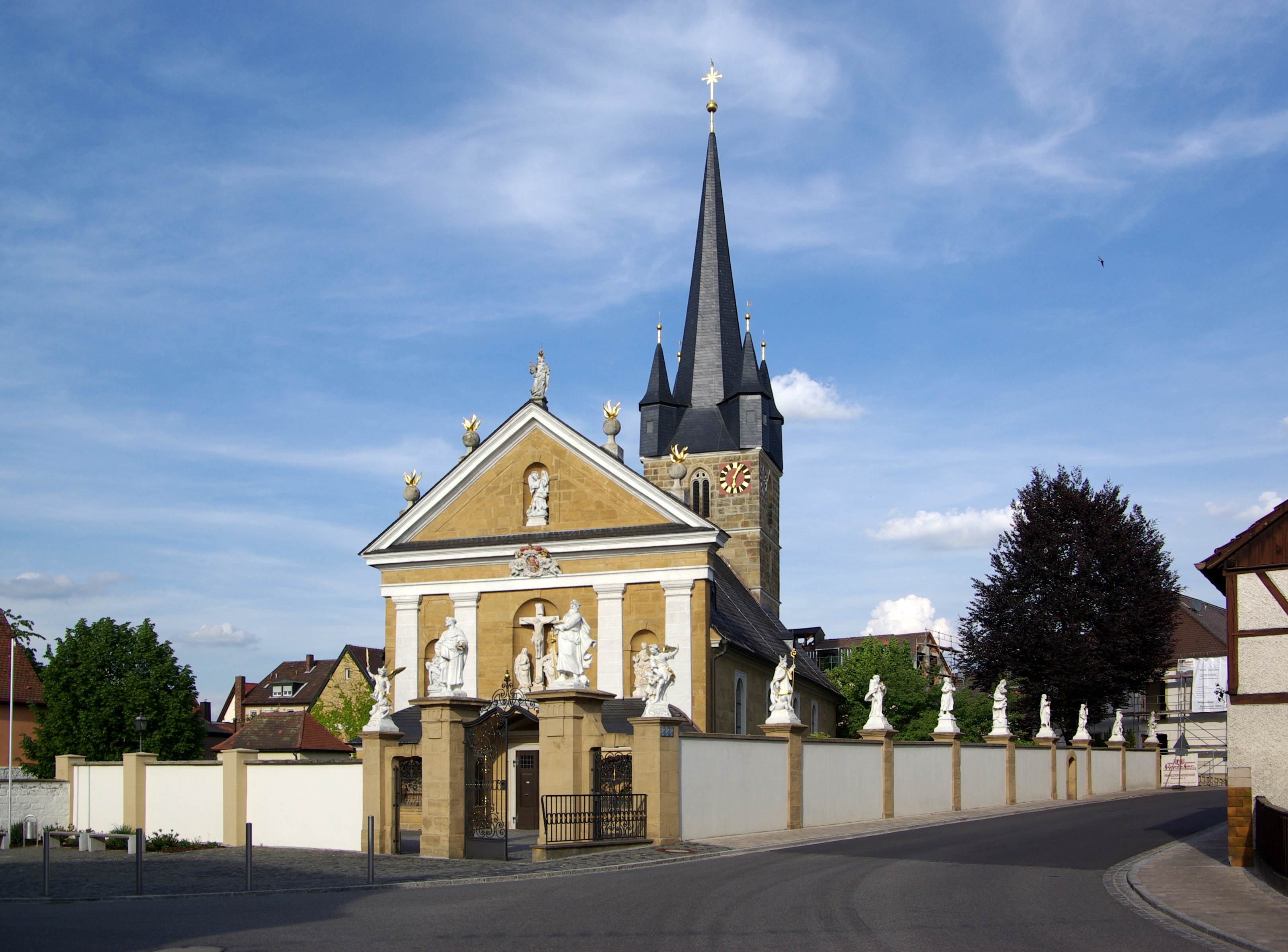
Pfarrkirche Mariä Himmelfahrt

Die katholische Pfarrkirche Mariä Himmelfahrt ist eine Chorturmkirche aus dem frühen 14. Jahrhundert, die seither mehrmals umgebaut und erweitert wurde. Ihre heutige Form mit der repräsentativen Westfassade und der barocken Ausstattung erhielt sie bei einem 1706 bis 1709 durchgeführten Umbau, die letztere größere Renovierung erfolgte 2006. Während das Äußere bis auf die Westfassade schlicht gehalten ist, zeigt das Innere eine reiche Barockausstattung, darunter eine Stuckdecke von Johann Jakob Vogel mit der Himmelfahrt Mariens, eine Kanzel mit vergoldetem Schnitzwerk, zwei 1760 entstandene Nebenaltäre, eine hölzerne Orgelempore, von Sebastian Degler geschnitzte Heiligenfiguren usw. Der heutige Hochaltar wurde erst 1964 aufgestellt, er stammt ursprünglich aus dem Klarissenkloster Bamberg. Der Kirchhof ist zur Straße hin durch eine Mauer abgeschlossen, auf der von Ferdinand Dietz geschaffene Figuren von Engeln und Heiligen stehen.

### Schloss Seehof

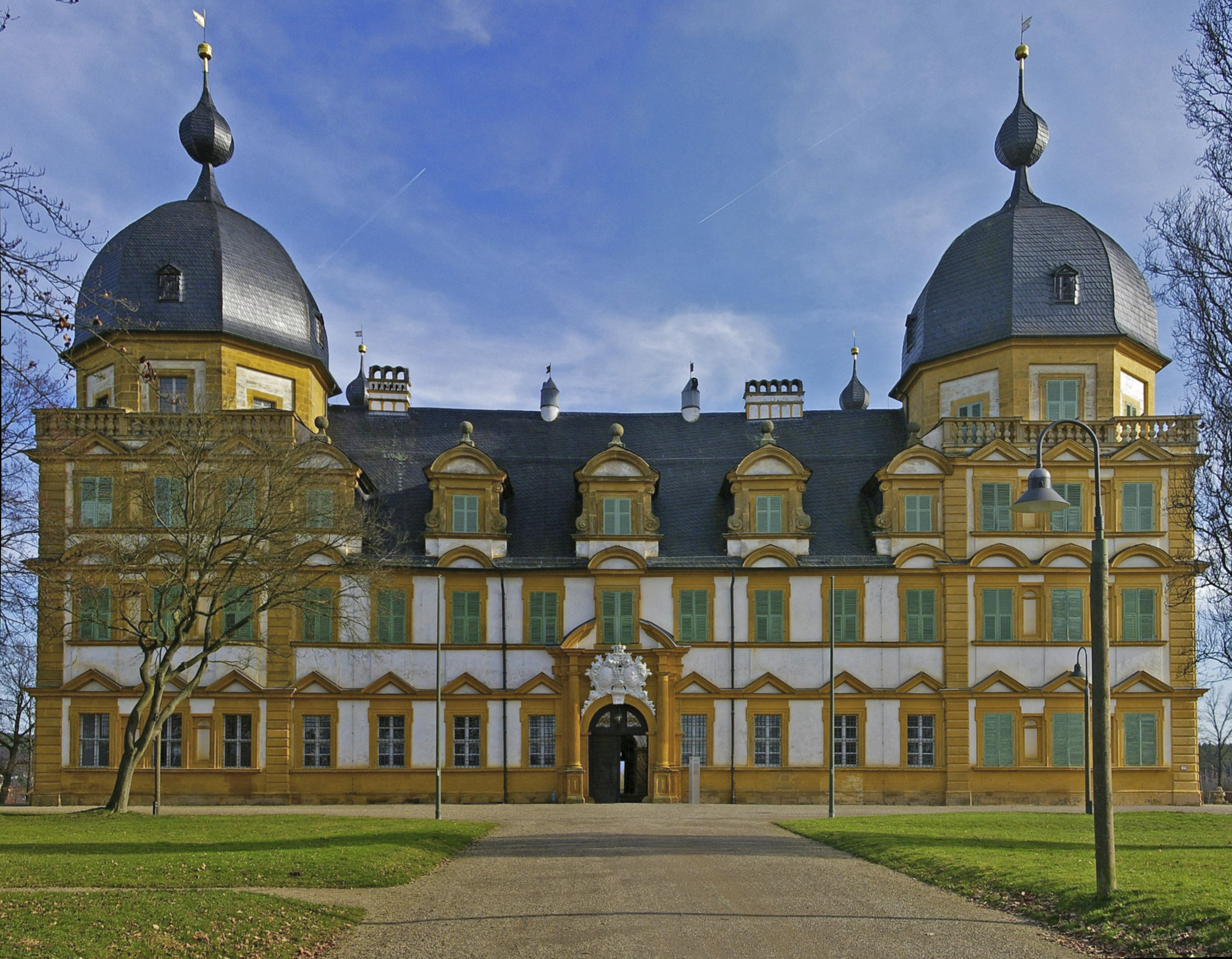
Schloss Seehof

Schloss Seehof war die Sommerresidenz und das Jagdschloss der Bamberger Fürstbischöfe. Fürstbischof Marquard Sebastian Schenk von Stauffenberg (1683–1693) ließ die „Marquardsburg“ errichten und die Schlossgärten anlegen. Antonio Petrini schuf ein Gebäude im Quadrat, das mit seinen vier Ecktürmen den Charakter von Schloss und Festung in sich vereint. Fürstbischof Friedrich von Seinsheim (1757–1779) ließ Schloss und Schlossgärten mit Möbeln und Figuren von erlesenem Geschmack im Stil des Rokoko ausstatten: Es sollen über 400 Figuren gewesen sein, die der Hofbildhauer Ferdinand Dietz schuf. Mit der Säkularisation 1803 kam das Schloss in den Besitz der Wittelsbacher, 1840/41 wurde es weiterverkauft. 1975 kaufte der Freistaat Bayern das Schloss und siedelte dort das Landesamt für Denkmalpflege an. Das Gebäude wurde wiederhergestellt und der Park im alten Ausmaß neu angelegt. Die Figuren des Ferdinand Tietz wurden, so weit möglich, zurückgekauft.

### Baudenkmäler

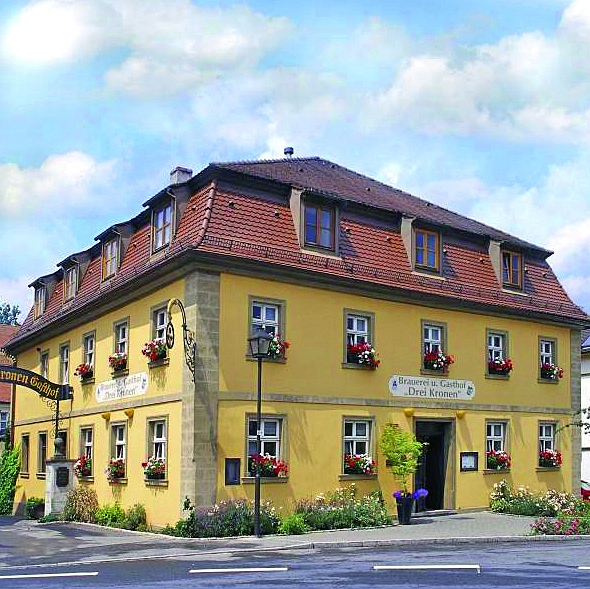
Gasthof Drei Kronen, Baudenkmal in Memmelsdorf

Neben Kirche und Schloss gibt es weitere Baudenkmäler in Memmelsdorf und den anderen Gemeindeteilen, darunter das Pfarrhaus aus dem 17. Jahrhundert, den Gasthof Drei Kronen sowie Kirchen und Kapellen in den Gemeindeteilen.

### Sport
- Der SV Memmelsdorf/Ofr. bietet die Abteilungen Fußball, Kegeln, Schach, und eine Ski-Abteilung. Der Verein hat ca. 500 Mitglieder
- Der SC 1997 Memmelsdorf bietet Volleyball, Leichtathletik und Turnen für ca. 800 Mitglieder und auch Nicht-Mitglieder
- Im Jahr 2010 gründete sich der Baseballverein Memmelsdorf Barons e. V. Der Verein ging aus der Baseballabteilung des SV Memmelsdorf hervor, die bereits seit 20 Jahren am Spielbetrieb teilnimmt. Der Verein besitzt zwei Herrenmannschaften, eine Damenmannschaft und drei Nachwuchsmannschaften. Die erste Herrenmannschaft spielte zeitweise in der Zweiten Bundesliga.
- Ein jährlicher sportlicher Höhepunkt ist das Quattroball-Turnier, das vom SC Memmelsdorf für mehr als 1000 Sportler in knapp 100 Mannschaften aus der ganzen Bundesrepublik und den angrenzenden Ländern in den vier Disziplinen Volleyball, Basketball, Handball und Fußball ausgerichtet wird.
- 1908 gründete der damalige Kaplan der Pfarrei Memmelsdorf, Michael Schütz, den Radfahrerverein Windthorst. 1911 sonderten sich 3 Damen und 19 Herren aus Drosendorf von dem Memmelsdorfer Verein ab und gründeten den Radsportverein Windthorst RSV Drosendorf. Bis 1933 war der Verein der Mittelpunkt des geselligen Lebens in Drosendorf. Er hatte eine Theatergruppe und eine Gesangsgruppe. 1947 wurde der Radsportverein RSV Windthorst Drosendorf wiedergegründet. Zum 50-jährigen Stiftungsjubiläum 1961 stand der Radsport noch hoch im Kurs, dann entwickelte sich der Verein zu einem allgemeinen Sportverein. Obwohl die Windthorstvereine (benannt nach dem Zentrumspolitiker Ludwig Windthorst) einst weit verbreitet waren, dürfte es heute in ganz Deutschland keinen weiteren Sportverein geben, der sich Windthorst nennt.

### Vereine
- St.-Josefs-Verein
- Carnevalsverein Memmelsdorfer Carnevals Club (MCC)
- Gesangverein Liederkranz Memmelsdorf
- Musikverein Memmelsdorf
- Gesangverein Merkendorf
- FCN Fanclub Merkendorf e. V.
- Modellfliegerclub Merkendorf

In der Gemeinde gibt es ca. 60 verschiedene Vereine, Freiwillige Feuerwehren, Sportvereine und politische Organisationen eingeschlossen. Ursprung war der St.-Josefs-Verein, der 1866 von Freiherr Franz Seraph von Buseck, von 1859 bis 1882 Kaplan in Memmelsdorf, gegründet wurde. Der St.-Josefs-Verein war nicht nur ein kirchlicher Verein, sondern auch ein Zentrum des gesellschaftlichen und kulturellen Lebens. Im Laufe der Zeit sonderten sich aus ihm einzelne Gruppen ab, die sich intensiver bestimmten kulturellen Aufgaben widmeten bzw. den Selbstständigkeitsbestrebungen der einzelnen politischen Gemeinden in der Pfarrei entgegenkamen. So entstand 1924 der Gesangverein Liederkranz Memmelsdorf und 1908 der Radsportverein Windthorst RSV Drosendorf. Dachverband der Memmelsdorfer Vereine ist der Ortskulturring Memmelsdorf.

## Wirtschaft und Infrastruktur

### Wirtschaft
Memmelsdorf verlor im Laufe der 1950er und 1960er Jahre seinen Dorfcharakter. Immer mehr landwirtschaftlich genutzte Grundstücke an den Hängen östlich des Dorfes wurden an Bauwillige aus Bamberg verkauft. Memmelsdorf wurde zu einer modernen Wohnsiedlung. Auf Ansiedlung von Gewerbe oder Industrie verzichtete die Gemeinde bewusst. Die Neubürger waren vornehmlich Angestellte bzw. Beamte in Bamberger Behörden und Schulen. Viele Arbeitnehmer Memmelsdorfs sind bei den großen Betrieben (Bosch, Wieland Electric) in Bamberg oder bei Brose und Michelin in Hallstadt beschäftigt. Das Wirtschaftsleben beschränkt sich daher auf viele kleine Betriebe, die die örtliche Versorgung aufrechterhalten.
Ein bedeutendes Unternehmen gibt es jedoch in der Baubranche. Die Bauunternehmung GmbH Josef Fösel wurde 1948 von dem Memmelsdorfer Maurermeister Josef Fösel (1908–1965) gegründet und beschäftigt heute rund 150 Arbeitnehmer. Die Firma ist im gesamten fränkischen Raum tätig.
Von bundesweiter Bedeutung ist der ortsansässige Werner-Nostheide-Verlag, ein Familienbetrieb, der den Informationsdienst der Spielwarenbranche Branchenbrief International (BB) sowie die größte Endverbraucher-Zeitschrift der Spieleindustrie, die Spielbox, herausgibt.
Brauereien:

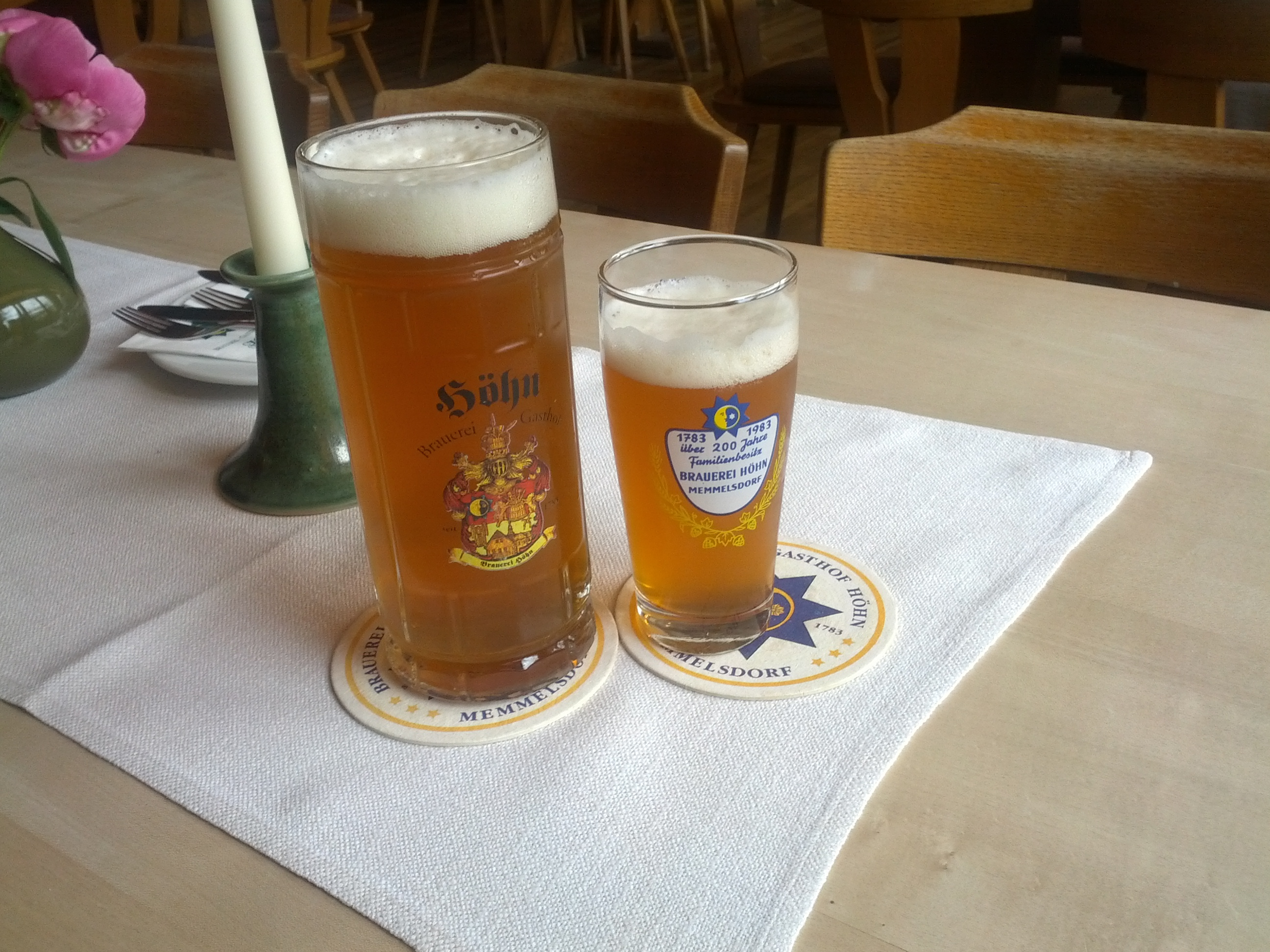
Bier der Brauerei Höhn

Das Braugewerbe bildete früher einen bedeutenden Wirtschaftszweig in Memmelsdorf und in den umgebenden Orten. Heute existieren noch fünf Brauereien:
- Brauerei und Gasthof Göller, Drosendorf
- Brauerei und Gasthof Wagner, Merkendorf
- Brauerei und Gasthof Hummel, Merkendorf
- Brauerei-Gasthof Drei Kronen, Memmelsdorf
- Brauerei-Gasthof Höhn, Memmelsdorf

Die ehemalige Brauerei und Gastwirtschaft Zum Roten Ochsen (Nüßlein) wurde von der Sparkasse Bamberg aufgekauft, renoviert und als Sparkassenfiliale eingerichtet. Die frühere Brauerei Leicht, der sogenannte Ottn Wirt – der Name rührt davon her, dass ein Vorfahre des heutigen Eigentümers die Figur des heiligen Otto auf der Kirchenmauer stiftete – ist geschlossen, wurde umgebaut und enthält jetzt Eigentumswohnungen. In Drosendorf gab es bis in die 1970er Jahre die Brauerei zur Krone (Nüßlein). Die ehemalige Brauerei Zeiß (früher Einwich) in Kremmeldorf und die ehemalige Brauerei Dillig in Laubend (Inhaber Julius Hummel) werden als Gaststätten betrieben, wobei die Wirtschaft in Laubend selten geöffnet ist.

### Freiwillige Feuerwehren
In Drosendorf, Kremmeldorf, Laubend, Meedensdorf, Memmelsdorf, Merkendorf, Schmerldorf und Weichendorf gibt es Freiwillige Feuerwehren.

### Verkehr

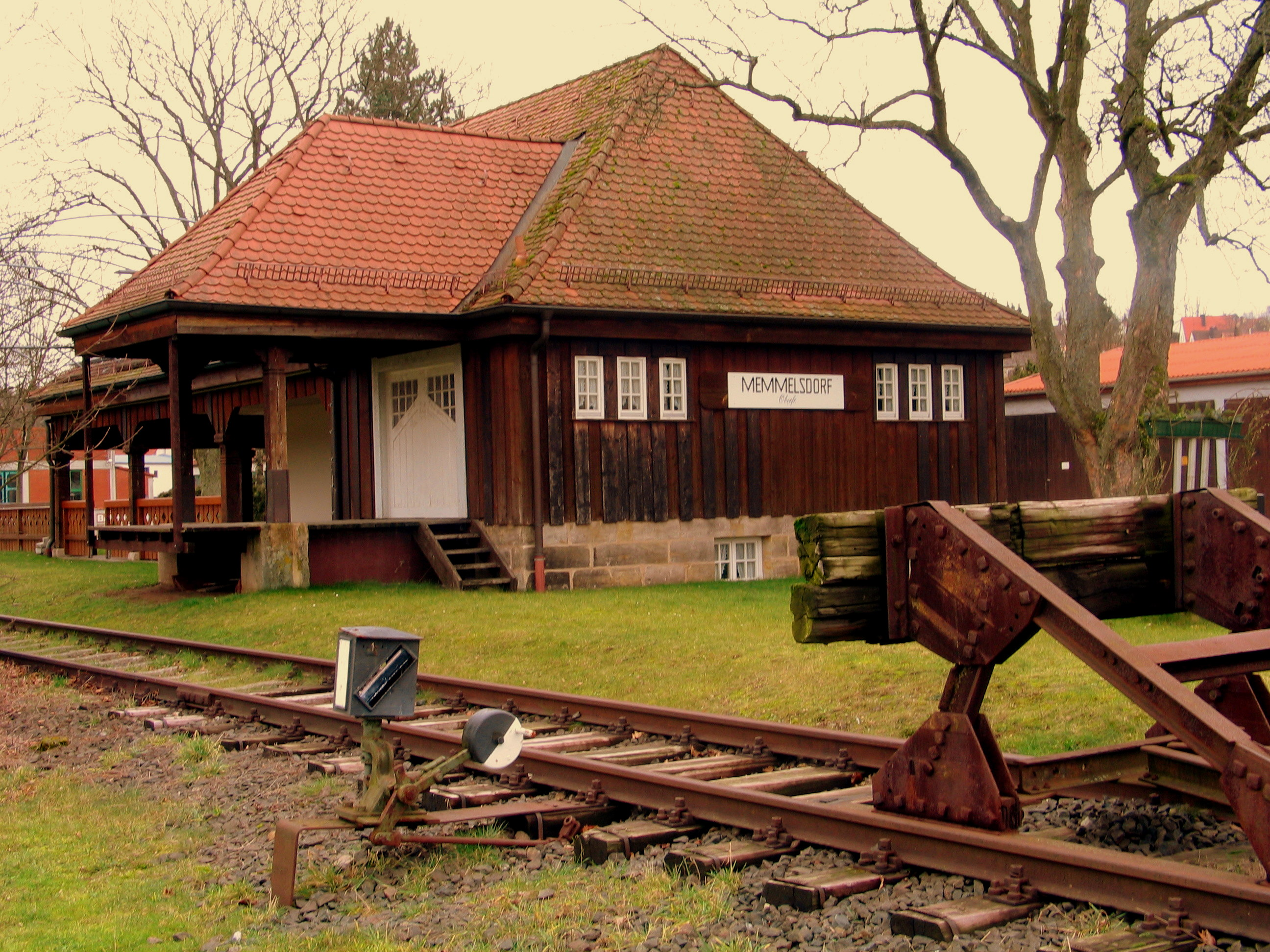
Ehemaliger Bahnhof in Memmelsdorf

Die Gemeinde Memmelsdorf liegt sechs Kilometer östlich der Stadt Bamberg an der Staatsstraße 2190. Die Gemeinde ist über die A 70 (Maintalautobahn Schweinfurt-Bayreuth) und über die A 73 (Frankenschnellweg Nürnberg–Bamberg) erreichbar. Östlich des Autobahnkreuzes A 70/A 73 (Bamberger Kreuz) ist die Abfahrt der A 73 Bamberg-Memmelsdorf. Unmittelbar an der Abfahrt liegt der Gemeindeteil Lichteneiche. Von dort aus sind es zwei Kilometer bis Memmelsdorf. Der Personenverkehr auf der mittlerweile abgebauten Bahnstrecke Bamberg–Scheßlitz, an der Memmelsdorf einen Bahnhof besaß, wurde 1985 eingestellt und auf dem Abschnitt von Memmelsdorf nach Scheßlitz wurde ein Radweg errichtet.
Alle Orte der Gemeinde sind an das Stadtbus-Netz von Bamberg angeschlossen.

### Öffentliche Einrichtungen
- Seniorenzentrum Seehof-Blick des Diakonischen Werkes Bamberg-Forchheim.
- Gewo-Seniorenwohnpark Lichteneiche
- Horst-Bieger-Altenstiftung Memmelsdorf
- In den 1980er Jahren wurde die Seehofhalle errichtet, eine Mehrzweckhalle für Sport, für gesellschaftliche und kulturelle Veranstaltungen.
- Die Gemeindebücherei Memmelsdorf wird gemeinsam von der Gemeinde und der Katholischen Pfarrkirchenstiftung getragen und vom Sankt Michaelsbund, Landesverband Bayern e. V., betreut.

### Bildung
Die Ferdinand-Dietz-Volksschule ist die Grund- und Hauptschule der Gemeinde. Die Gemeinde Memmelsdorf besteht auf der Schreibung Ferdinand Dietz. Der Grund liegt darin, dass der Künstler seinen Namen mit „Ferdinand Dietz“ in den Sockel der von ihm gestifteten und propria manu (eigenhändig) gefertigten Figuren auf der Memmelsdorfer Kirchhofmauer meißelte. Zweigniederlassungen der Schule bestehen in Memmelsdorf, Drosendorf, Merkendorf und in Lichteneiche.

## Persönlichkeiten

### Ehrenbürger
(Die vorangestellte Jahreszahl verweist auf das Jahr der Verleihung der Ehrenbürgerwürde.)
- Georg Schwemmer (1870–1953), Erzbischöflicher Geistlicher Rat, Pfarrer von Memmelsdorf 1908–1935
- 1993: Friedrich Otterbein (1927–1994), Pfarrer von Merkendorf 1959–1994
- 1993: Philipp Vollkommer (1928–2017), Landtagsabgeordneter 1970–1998
- 2004: Irmgard Bieger (1926–2013), Stifterin der Horst-Bieger-Altenstiftung
- 2005: Lothar Güthlein (1935–2013), Erzbischöflicher Geistlicher Rat, Pfarrer der Pfarrei Mariä Himmelfahrt Memmelsdorf 1974–2011

### Persönlichkeiten, die mit Memmelsdorf verbunden sind
- Ferdinand Dietz (1708–1777), Bildhauer, schuf Skulpturen im Garten von Schloss Seehof und verstarb dort
- Horst Lohse (* 1943), Komponist, lebt in Memmelsdorf
- Meinhard Zanger (* 1955), Schauspieler, Regisseur und Intendant, wurde in Memmelsdorf geboren